# 佐藤安弘
佐藤 安弘 （さとう やすひろ、1936年2月7日 - 2020年1月24日）は、日本の実業家。東京都出身。キリンビール（麒麟麦酒）株式会社元社長。

## 来歴
1958年、早稲田大学商学部卒業、麒麟麦酒に入社。不動産事業開発部長、経営企画室長、常務、専務を経て、1990年取締役。1996年3月から2001年3月まで社長を務め、2004年から会長に就任した。営業畑の出身ではなく、ビール業界トップとしては異色の経歴をもつ。発泡酒の投入などで同社の市場シェアの低迷を食い止めた。人事面では、知識や技能よりも人柄や人格を重視した。
2012年白川忍賞を受賞。2020年1月24日、虚血性心疾患のため東京都内の病院で死去。83歳没。

## 註釈
1. 1 2  キリンビールホームページ、リーダーたちの名言集、企業家人物辞典、早稲田大学校友会
2. 1 2 3 4 5  週刊東洋経済編集部. “キリンホールディングス名誉相談役・佐藤安弘氏”. 東洋経済オンライン. 2023年5月30日閲覧。
3. ↑  “東京広告協会「白川忍賞」に、全広連の前理事長・佐藤安弘氏”. 文化通信デジタル (2012年12月11日). 2023年5月30日閲覧。
4. ↑  “佐藤安弘氏が死去 元キリンビール（現キリンホールディングス）社長”. 日本経済新聞 (2020年1月31日). 2020年1月31日閲覧。